# سيف اليقين (مسلسل)
سيف اليقين (2002) هو مسلسل تاريخي مصري، يتناول أحداثه الخلافة العبَّاسية، في زمن الخليفة أحمد المُعتضد بالله وابنيه عليُّ المكتفي بالله وجعفر المقتدر بالله وفترة خلافتهما المُتعاقبة.

## تمثيل
| - يوسف شعبان: أبو الحسن - كمال أبو رية: الحُسين الحلَّاج - ندى بسيوني: قطر الندى - محمود الجندي: سراج - نادية رشاد: السَّيدة شغب - سميحة أيوب: ضيفة الحلقات - الخيزران - لقاء سويدان: قطوف - ياسر فرج: عليُّ المُكتفي بالله - أحمد صفوت: جعفر المقتدر بالله - مروة عبد المنعم - حسام فارس: ثابت - نيفين - فتوح أحمد: منصور | - مفيد عاشور: يوسف - صلاح رشوان: إبن حمد القينائي - صفاء الطوخي: ثمل القهرمانة - أيمن عزب: مؤنس الخادم - وفاء الحكيم:ندى - أحمد سلامة:عبد الله - آن الترك - مصطفى حشيش:ابن عبد الصمد - فتحية طنطاوي - محمد عبد الجواد: نصر الحاجب - عايدة فهمي:جلنار - سامي مغاوري:بنيامين اليهودى - سيد خاطر: بدر المعتضدي | - حنان سليمان:زوجة الحلاج - هناء عبد الفتاح:القاضي ابن يعقوب - فهمي الخولي: عبد الله بن المعتز - علي حسنين:منكوتمر - أحمد فؤاد سليم:القاسم بن وهب - رشوان سعيد:حمزة القشوري - عثمان محمد علي - رؤوف مصطفى: أحمد المُعتضد بالله - كمال سليمان:غريب - منى حسين - أحمد صيام - محمود الشاذلي - فايق عزب: أبو سعيد الجنابي | - أحمد رفعت - علي عبد الرحيم:ابن الأسود - محمد فريد:مزيار - محمود زكي - سيد جبر:وصيف - ألفت سكر - سعيد صديق:ابن داوود - حسام الشربيني:ميمون - عماد العروسي - عبد الرحمن دويب - طارق كامل - أحمد ماهر:هارون |

| - ليلى نصر:زوجة بنيامين - رانيا فتح الله - مديحة حنفي - بدور - علاء وهدان - عماد بدر - لبنى قدري - عبد الحميد أنيس - محمد ريحان | - يوسف عبيد - محمود الحفناوي - محمد توفيق - عادل عطية - محمد عبد الحليم - عنبر - محمود عبد الغفار - فتحية عبد الغني - عبد الحميد سند | - لبنى عبد العزيز - هشام عطوة - محمد الصفتي - أحمد إبراهيم - بهجت لطفي - ماهر سليم - محمد يونس - إبراهيم بعلوشة - الشربيني يونس |  |  |

- محمد ابراهيم غزال:طفل
- مصطفى يحيي: طفل
- إسلام مجدي:طفل

## الإداريون
| - مجدي كشك: مدير التصوير - إبراهيم عباس: مدير التصوير - نصر عبد السيد: مدير التصوير - سمير جبر: مدير الإضاءة - قطاع الإنتاج - إتحاد الإذاعة والتلفزيون (ج.م.ع): منتج - أمال مراد: مدير الإنتاج | - عمّار فيلم: منتج مشارك - ماجد مصطفى: إدارة الإنتاج - أحمد الكحلاوي: غناء التتر - علي سعد: ألحان وموسيقى تصويرية - وفاء وجدي: شعر المقدمة والنهاية | - إيهاب إسماعيل: التتر - عبد الله عواد: مونتير فيديو - وفيق وجدي: مخرج - طه حسين سالم: مؤلف - حسن صفافة: موسيقى تصويرية | - صفاء عبدالعظيم: مصمم الملابس - حسن عبيد: مونتير التتر - قطاع الشئون المالية والاقتصادية - اتحاد الإذاعة والتلفزيون (ج.م.ع): موزع - قوت القلوب: مهندس الديكور - فرج أبو الفرج: الإشراف العام |